# Harold Kitson
Harold Austin Kitson, conegut com a Harry Kitson, (Richmond, Colònia de Natal, 17 de juny de 1874 − Umkomaas, Unió Sud-africana, 30 de novembre de 1951) fou un tennista sud-africà, guanyador de dues medalles olímpiques.

## Biografia
Va néixer el 1874 a la ciutat de Richmond, població situada a la província de Natal, que en aquells moments formava part de la denominada Colònia del Cap (Imperi Britànic) i que avui dia forma part de Sud-àfrica.
Va morir el 1951 a la ciutat de Umkomaas, que també forma part de la província de Natal, que en aquells moments formava part de la denominada Unió Sud-africana (antecedent de l'actual Sud-àfrica).

## Carrera esportiva
Va participar, als 33 anys, en els Jocs Olímpics d'Estiu de 1908 celebrats a Londres (Regne Unit), on fou eliminat en la primera ronda de la prova individual masculina i en els quarts de final de la prova de dobles masculins fent parella amb Victor Gauntlett. Participà en els Jocs Olímpics d'Estiu de 1912 celebrats a Estocolm (Suècia), on aconseguí guanyar la medalla de plata en la prova individual masculina al perdre la final olímpica davant el seu compatriota Charles Winslow, i la medalla d'or en la prova dobles masculins fent parella amb el mateix Winslow al derrotar els austríacs Arthur Zborzil i Fritz Pipes.
Al llarg de la seva carrera arribà dues vegades a la segona ronda del torneig de Wimbledon (1905 i 1908), i guanyà quatre vegades el Campionat nacional de Sud-àfrica (1905, 1908, 1911 i 1913) sent finalistes dos cops més.

## Jocs Olímpics

### Individual
| Any  | Campionat                       | Oponent         | Resultat            |
| ---- | ------------------------------- | --------------- | ------------------- |
| 1912 | Jocs Olímpics, Estocolm, Suècia | Charles Winslow | 7−5, 4−6, 10−8, 8−6 |

### Dobles
| Any  | Campionat                       | Parella         | Oponents                   | Resultat           |
| ---- | ------------------------------- | --------------- | -------------------------- | ------------------ |
| 1912 | Jocs Olímpics, Estocolm, Suècia | Charles Winslow | Felix Pipes Arthur Zborzil | 4−6, 6−1, 6−2, 6−2 |